# Château du Cengle
Le château du Cengle (cingulum) est une tour troglodytique, dont l'origine remonterait au Xe siècle. Il est le chef-lieu d'une seigneurie, dont les ruines se dressent sur la commune d'Allèves dans le département de la Haute-Savoie, en région Auvergne-Rhône-Alpes.

## Nom
Le château du Cengle, que l'on trouve également sous les formes de Sangle, Cengie, Seingle ou encore Single, dérive du latin cingulum, qui désigne une « ceinture ».

## Situation
Les ruines du château du Cengle se dressent dans le département français de la Haute-Savoie sur la commune d'Allèves, au-dessus du village de Martinod au nord de la grotte de Bange. Le château était installé à l'entrée du défilé de Bange, lui permettant de défendre l'étroit passage qui ferme l'entrée des Bauges.

## Historique
Le château du Cengle est au Moyen Âge et sous l'Ancien Régime le chef-lieu de la seigneurie du Cengle et d'un mandement (Mandamentum de Cingulo), relevant de la châtellenie des Bauges, aux mains de la Maison de Savoie. En 1352, le comte Amédée III de Genève l'inféode avec dix journaux de terres proches à François du Cengle. Il échoit par héritage à Jacques d'Orlyé. Sa Sœur, Jeannette d'Orlyé de Viuz, ayant épousé vers 1375, François du Cengle, fils de François, qui n'eurent pas de descendant.
Après Jacques d'Orlyé, son fils, Hugonin d'Orlyé, damoiseau, est en possession de la seigneurie. Le 19 décembre 1406, Pierre d'Orlyé, fils d'Hugonin, rend hommage pour le château et la moitié des dîmes de Gruffy au comte Amédée VIII de Savoie.
Le 20 avril 1464, Pierre et son fils François sont investit du château ainsi que de la maison forte de Viuz (Viuz-la-Chiésaz). François, le fils de Pierre, lègue le château en 1491 à son fils qui se prénomme aussi François qui reconnait, le 7 novembre 1502, le tenir de Philibert II de Savoie. Son fils, Pétremond, le vend avant 1539 à Françoise de Montfalcon, mère de François de Chabod-Lescheraines qui le vend probablement avant sa mort survenu en 1630. Les de Chabod continueront à porter et ce pendant quatre générations le titre de seigneur du Cengle.
Lors d'une visite pastorale, en 1640, ou il est témoin, Jacques, fils de Claude-Henri de Montfalcon-Roasson, héritier universel d'Anatoile d'Alby († 1650), porte le titre de seigneur du Cengle. Ses deux fils : Louis, résident à Saint-Offenge-Dessous et Jean, résident au Villard de la Biolle seront coseigneurs du Cengle après leur père. Le fils de Louis, Aimé Philibert né en 1666 sera à son tour seigneur du Cengle ; il testera en 1715 en faveur de son fils Claude, héritier universel, né en 1692 et mort en 1739. Ce dernier transmis la seigneurie à son fils louis (1724-1774) qui ne laissa qu'une fille et le Cengle échut à son frère François, né en 1726, qui à son tour n'eut que deux filles et le transmis à son frère Joseph de Montfalcon du Cengle, archevêque de Tarentaise, évêque de Moutiers. À la mort de ce dernier survenu en septembre 1793, sa sœur Marie ainsi que ces deux nièces, Joséphine de Savoiroux et Anne Favier de la Biguerne, héritèrent du Cengle.
Guillaume d'Orlyé dit le « bienheureux », dominicain, se retirera au château du Cengle et y mènera une vie d'ermite de 1450 à sa mort survenu le 19 février 1458.
La seigneurie étant détenu en toutes justice, près du château du Cengle était érigé des fourches patibulaires. Elles servirent au départ aux deux terres : celle du Cengle et celle de Villard-Chabot (Saint-Jorioz), possession également des seigneurs du Cengle avant qu'elle ne soit acheté par la famille Asinari et que ces derniers n'en dressent d'autres.
La famille d'Orlyé avait également en sa possession une maison forte sis à Balmont (Seynod).

## Description
Le château du Cengle se présentait sous la forme d'une tour-résidence ; au rez-de-chaussée on y trouvait un puits, la cave et la prison, le premier niveau abritait la cuisine et les offices, le second, les alcôves et les cabinets de conversation et le troisième la grande salle qui occupait tout l'espace.
La tour était en ruine dès le XVe siècle. Ces pierres ont notamment été réutilisées lors de la reconstruction de la maison « Grabier » détruite par un incendie survenue le 3 janvier 1738. Voir notamment la fenêtre placée à droite de la porte d'entrée.